# 無言劇 (アルフィーの曲)
「無言劇」（むごんげき）は、日本の音楽グループ・ALFEEの7作目のシングル。

## 概要
前作「冬将軍」に続き、桜井がメイン・ヴォーカルだったが、角刈りが中途半端に伸びた状態のため、ニット帽を被りジャケット撮影をしている。
本作は、シングルとアルバムでアレンジが違う上、1983年発売ベスト盤『PAGE ONE -13 PIECES OF ALFEE』ではアコースティック・アレンジ、1988年発売ベスト盤『BEST SELECTION II THE ALFEE』ではディスコ調アレンジでそれぞれ収録されている。

## 収録曲
| 全作詞・作曲: 高見沢俊彦。 |                          |            |            |                 |      |
| #                          | タイトル                 | 作詞       | 作曲・編曲 | 編曲            | 時間 |
| A面.                       | 「無言劇」               | 高見沢俊彦 | 高見沢俊彦 | ALFEE、矢野立美 | 2:52 |
| B面.                       | 「明日なき暴走の果てに」 | 高見沢俊彦 | 高見沢俊彦 | ALFEE           | 3:24 |

### 解説
1. 無言劇
2. 明日なき暴走の果てに

## タイアップ
- テレビ東京系列火曜ドラマ『あいつと俺』主題歌 (#1)

## 収録アルバム
- 讃集詩 (#1,2)
- BEST SELECTION (#2)
- ALFEE A面 コレクション (#1)
- ALFEE B面 コレクション (#2)
- PAGE ONE -13 PIECES OF ALFEE (#1)
- ALFEE SILVER (#2)
- アルフィーA面コレクション スペシャル (#1)
- アルフィーB面コレクション スペシャル (#2)
- ONE NIGHT DREAMS (#1,2)
- BEST SELECTION II THE ALFEE (#1、new take)
- CONFIDENCE -THE ALFEE ACOUSTIC SPECIAL LIVE- (#2)
- THE ALFEE SINGLE HISTORY VOL.I 1979-1982 (#1,2)
- TIE-UP 〜Collaboration History〜 (#1)